# Syndroom van Jacobsen
Het syndroom van Jacobsen is een zeldzame erfelijke aandoening als gevolg van een deletie in chromosoom 11. Een klein gedeelte van de lange arm ontbreekt (11q). Jacobsen is autosomaal dominant.
Er zijn wereldwijd ongeveer 150 mensen met dit syndroom bekend.
Het syndroom van Jacobsen dankt zijn naam aan de Deense arts Petra Jacobsen.

## Kenmerken
- moeilijk slikken en zuigen
- het terugkomen van maaginhoud naar de slokdarm (oesofageale reflux)
- laagstaande oren, puntig voorhoofd, een brede brug tussen de ogen en afhangende oogleden
- groeiachterstand
- (lichte) leerproblemen
- ADHD
- laat gaan praten
- trage motorische ontwikkeling
- hogere kans op bloedingen
- hartaandoeningen
- nierafwijkingen
- oorontstekingen

## Behandeling
Het syndroom van Jacobsen is niet te genezen. Symptomen als reflux, trage groei, hartaandoeningen en oorontstekingen zijn soms te verhelpen met een operatieve ingreep, behandeling met medicatie of groeihormonen.